# バーンモー郡
座標: 北緯14度36分56秒 東経100度43分38秒 / 北緯14.61556度 東経100.72722度
バーンモー郡（バーンモーぐん、タイ語: อำเภอ บ้านหมอ ）はタイ中部・サラブリー県にある郡（アムプー）である。

## 名称
一説によれば由来は以下の通り。
17世紀初頭、郡の北方にあるワット・プラプッタバートが建立された頃、第24代アユタヤ王、ソンタムはオランダ人技師を雇い、同寺院への道路建設を命じた。使役した象が病に倒れてしまい、この地域にある別の寺院で治療したという。この寺は後にワット・バーンモーと呼ばれるようになり、やがて地域の名称に使われるようになった。
バーン（（泰）บ้าน ）は『家』、モー（（泰）หมอ ）は『医者』の意味。

## 地理
サラブリー県の西部に位置し、南はアユタヤ県タールア郡に接する。西側は農業に適した平野部で占められているが東側はなだらかな丘陵地で雑木林が多い。

## 経済
主な産業は農業。サイアム・セメントの工場とタタ・スチール子会社の製鉄所が南部の郡境付近にある。

## 交通
鉄道
タイ国有鉄道 北本線 - バーンモー駅
過去に、タールア郡と現プラプッタバート郡を結ぶ民営鉄道が郡を縦断していた。路線跡は国道3022号線に転用されている。